# Carl Björkman
Carl Björkman (n. 31 decembrie 1869, Götaland, Suedia – d. 4 februarie 1960, Stockholm, Suedia) a fost un trăgător de tir ce a reprezentat Suedia, medaliat olimpic. A participat la o ediție a Jocurilor Olimpice (1912) în care a câștigat o medalie de aur și o medalie de bronz.